# Classe PR-72P
La classe PR-72P est une classe de six corvettes lance-missiles  de la marine péruvienne qui servent de navire d'attaque rapide.

## Liste des unités
Les six navires ont été réalisés sur deux  chantiers navals français :
- Société française de construction navale (SFCN) à Villeneuve-la-Garenne,
- Base navale de Lorient.

| Numéro | Nom             | Constructeur                 | Lancement         | Mise en service   |
| ------ | --------------- | ---------------------------- | ----------------- | ----------------- |
| CM-21  | Velarde         | Villeneuve-la-Garenne (SFCN) | 16 septembre 1978 | 25 juillet 1980   |
| CM-22  | Santillana      | Villeneuve-la-Garenne (SFCN) | 11 septembre 1978 | 25 juillet 1980   |
| CM-23  | De los Heros    | Villeneuve-la-Garenne (SFCN) | 20 mai 1979       | 17 novembre 1980  |
| CM-24  | Herrera         | Base navale de Lorient       | 16 février 1979   | 10 février 1981   |
| CM-25  | Larrea          | Base navale de Lorient       | 12 mai 1979       | 16 juin 1981      |
| CM-26  | Sánchez Carrión | Base navale de Lorient       | 28 juin 1979      | 14 septembre 1981 |

En 1998 la marine péruvienne a signé un contrat avec MTU Friedrichshafen pour remotoriser trois corvettes de cette classe avec des MTU 12V595. D'autres unités pourraient être de la même façon modifiées dans un proche avenir.